# Morfologia książki
Morfologia książki (architektonika książki) – jeden z działów wiedzy o książce, czyli księgoznawstwa. Zajmuje się m.in. takimi zagadnieniami jak:
- klasyfikacja rodzajów wydawniczych[potrzebny przypis]
- fizyczna budowa książki[1]
- budowa zawartości książki[2]